# Лёгкая атлетика на летних Олимпийских играх 1904 — тройной прыжок с места
Соревнования по тройному прыжку с места среди мужчин на летних Олимпийских играх 1904 прошли 3 сентября. Приняли участие четыре спортсмена из одной страны.

## Призёры
| Золото      | Серебро         | Бронза             |
| Рей Юри США | Чарльз Кинг США | Джозеф Стадлер США |

## Рекорды
| Мировой рекорд     |               | —       |                |              |
| Олимпийский рекорд | Рей Юри (USA) | 10,58 м | Париж, Франция | 16 июля 1900 |

## Соревнование
| Место | Спортсмен            | Результат |
| ----- | -------------------- | --------- |
| 1     | Рей Юри (USA)        | 10,54 м   |
| 2     | Чарльз Кинг (USA)    | 10,16 м   |
| 3     | Джозеф Стадлер (USA) | 9,60 м    |
| 4     | Гаррет Сёвисс (USA)  | 9,53 м    |